# House of Burgesses

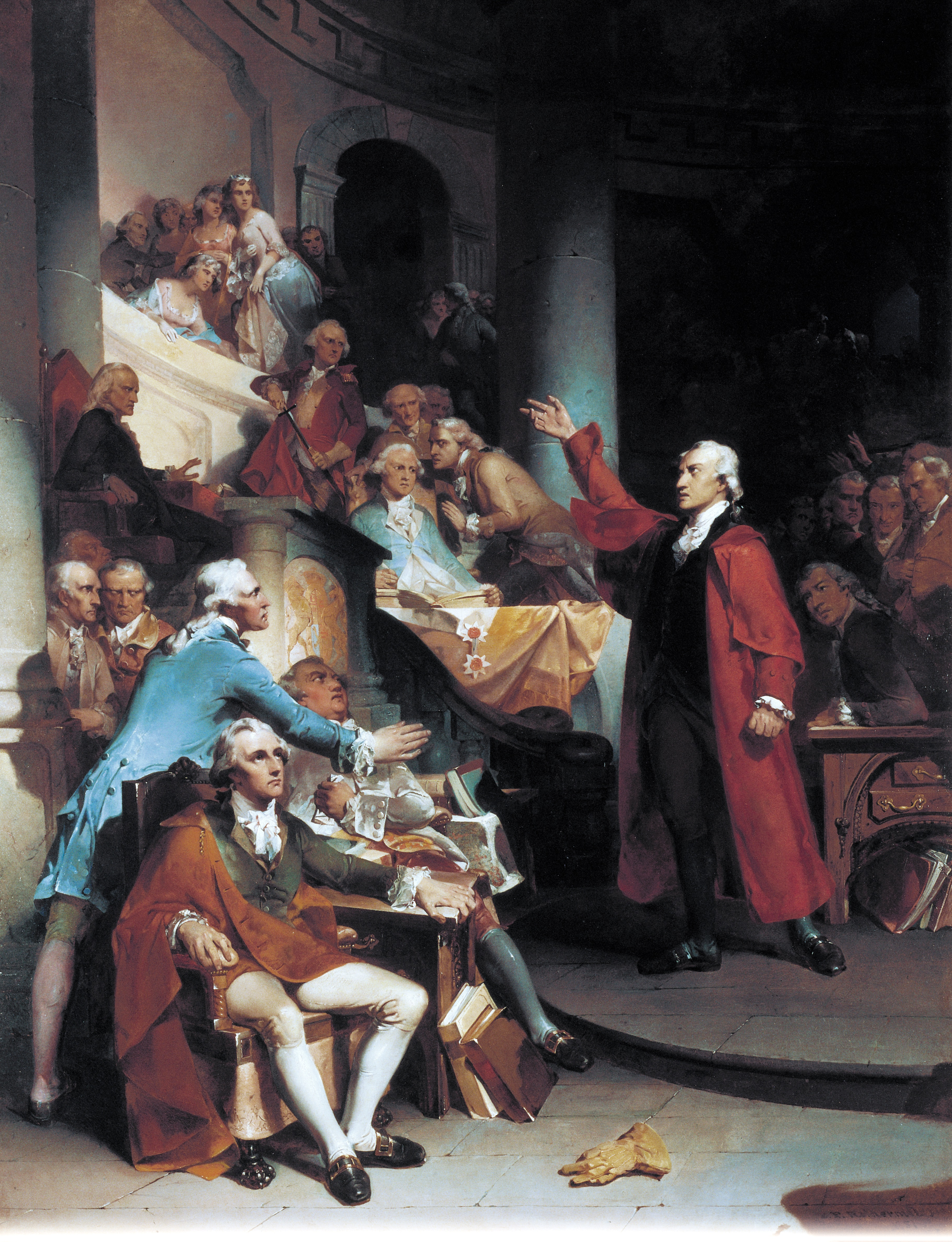
Patrick Henry frente a la Cámara de los Ciudadanos en una pintura de 1851 por Peter F. Rothermel.

La House of Burgesses (en español: «Cámara de los Ciudadanos» o «Cámara de los Burgueses») fue la cámara baja electa (convocada por una asamblea legislativa encabezada por el gobernador Berkeley) de la Asamblea Legislativa establecida en la Colonia de Virginia en 1619 en la América británica. Con el tiempo, el nombre pasó a representar a todo el cuerpo legislativo de la Colonia de Virginia, y más tarde, después de la Revolución Americana, se convirtió en la Asamblea General de Virginia, la asamblea estatal actual.
«Burgess» originalmente significaba un hombre libre de una ciudad o burgo. Más tarde vino a significar un funcionario elegido o designado de un municipio, o el representante de un distrito en la Cámara de los Comunes inglesa.

## Historia
La Compañía de Virginia puso fin a su monopolio de la propiedad de la tierra, creyendo que los colonos mostrarían una mayor iniciativa si pudieran ser los dueños de la tierra. Los cambios fomentaron las inversiones privadas de los colonos de la colonia, lo que les permitió poseer tierras en lugar de simplemente ser aparceros. La compañía diseñó cuatro grandes corporaciones, llamadas «citties» [sic], para abarcar la parte desarrollada de la colonia. Funcionarios de la compañía aprobaron el Derecho de Inglaterra como base de su sistema en la colonia de Virginia, en sustitución del gobernador como la última instancia en asuntos legales.
El conflicto surgió por primera vez con la comunidad polaca en Jamestown, que controlaba industrias vitales como el alquitrán, la fabricación de la brea y vidrio soplado. Estas habilidades fueron vitales para el nuevo asentamiento. Cuando la Cámara de los Ciudadanos se reunió en 1619, excluyendo a la comunidad polaca y amenazando sus derechos, en respuesta, los polacos convocaron la primera huelga de la que se tiene constancia en el Nuevo Mundo. Necesitando las industrias polacas, la Cámara de los Ciudadanos amplió los derechos "de los ingleses" a los polacos (que incluían algunos prusianos del este). En 1620, en un esfuerzo por crear una sociedad más estable, la compañía envió un barco lleno de mujeres casaderas de la colonia; la tarifa era de 120 libras de tabaco para cada novia.
Los cambios de 1619 también crearon un cuerpo legislativo que sería elegido por los colonos, llamada la Cámara de los Ciudadanos, al igual que el Parlamento británico, que se reuniría una vez al año en Jamestown (en las Bermudas, que anteriormente eran parte de Virginia, la Cámara de la Asamblea se creó ese mismo año).
Impulsado por la Compañía de Virginia, el gobernador colonial sir George Yeardley ayudó a facilitar las elecciones de los representantes, llamados "burgueses", en este nuevo órgano legislativo que provienen de once municipios adyacentes al río James, junto con once burgueses adicionales.

## Funcionamiento
La primera reunión de las Cámaras se produjo el 30 de julio de 1619, en Jamestown. Fue la primera asamblea semejante en las Américas. La sesión inicial logró poco porque fue interrumpida por un brote de malaria. La asamblea tenía 22 miembros que representaban a los distritos electorales siguientes:
- El gobernador, que fue nombrado para su cargo por los funcionarios de la compañía en Londres.
- El Consejo del Gobernador, seis ciudadanos destacados seleccionados por el gobernador.
- Los burgueses (representantes) de los notables locales, en un principio de las plantaciones más grandes y más adelante en la historia de Virginia, de los condados.
- Terratenientes varones mayores de 17 años que tenían derecho a votar.

## Localización
En 1699, la sede de la Cámara de los Ciudadanos se trasladó a Middle Plantation, pronto cambió su nombre por Williamsburg, en honor del rey Guillermo III de Inglaterra. Los burgueses se reunieron allí en dos edificios del Capitolio consecutivos (el primer uso de la palabra en las colonias británicas).
En diciembre de 1779, se trasladó la capital a Richmond por razones de seguridad durante la Guerra Revolucionaria Americana.
La Asamblea se convirtió en la «Cámara de Delegados de Virginia» en 1776, formando la Cámara Baja de la Asamblea General de Virginia, el poder legislativo de la Commonwealth de Virginia.
En honor a la original Cámara de los Ciudadanos, cada dos años, la Asamblea General de Virginia tradicionalmente deja el actual Capitolio del estado de Richmond, y se reúne durante un día en el restaurado Capitolio de Williamsburg.
En 2006, la Asamblea celebró una sesión especial en Jamestown para conmemorar el 400 aniversario de su fundación como parte de la celebración de Jamestown 2007.